# Rielly Milne
Rielly Milne (* 31. Mai 1996 in Woodinville, Washington) ist ein Steuermann im Rudern aus den Vereinigten Staaten. Er war 2024 Olympiadritter im Achter.

## Sportliche Karriere
Milne graduierte 2018 an der University of Washington.
Während seines Studiums war er Steuermann bei seiner Universität und in U23-Booten der Vereinigten Staaten. Bei den U23-Weltmeisterschaften 2015 wurde er Sechster im Vierer mit Steuermann. 2016 belegte der Vierer wieder den sechsten Platz. 2017 gewann der Vierer die Bronzemedaille. Schließlich siegte Milne mit dem Achter bei den U23-Weltmeisterschaften 2018.
Von 2021 bis 2023 spielte Milne Polo. Erst 2024 kehrte er zum internationalen Rudersport zurück. Am 21. Mai 2024 gewann der US-Achter in Luzern die Qualifikationsregatta der letzten Chance. In Luzern bestand die Besatzung aus Henry Hollingsworth, Nicholas Rusher, Christian Tabash, Clark Dean, Christopher Carlson, Peter Chatain, Evan Olson, Pieter Quinton und Steuermann Rielly Milne. In dieser Besetzung trat der Achter auch bei den Olympischen Spielen in Paris an. Dort siegte der britische Achter vor den Niederländern, 1,36 Sekunden dahinter überquerte das Boot aus den Vereinigten Staaten die Ziellinie. Die viertplatzierten Deutschen kamen viereinhalb Sekunden später ins Ziel.